# Mały rycerz El Cid
Mały rycerz El Cid (ang. Adventures of Little El Cid, hiszp. Ruy, el pequeño Cid, jap. Little El Cid no Boken, 1980) – hiszpańsko-japoński serial animowany, wyprodukowany przez studio BRB Internacional i Nippon Animation oraz stację TVE. Zrealizowano 26 odcinków. W Polsce emitowany w TVP1 z polskim dubbingiem.

## Fabuła
Serial animowany o hiszpańskim bohaterze narodowym, walecznym rycerzu Rodrigo (Ruy) Diaz de Vivar zwanym El Cid, 
który wsławił się walkami przeciwko Maurom. W serialu pokazane jest jego dzieciństwo.

## Wersja polska
Wersja polska: Telewizja Polska Agencja Filmowa
Reżyseria:
- Andrzej Bogusz (odc. 1-3, 5-26),
- Dorota Kawęcka (odc. 4)

Dźwięk: Jakub Milencki
Montaż: Zofia Dmoch
Dialogi na podstawie tłumaczenia Veronici Di Folco: Dorota Dziadkiewicz
Kierownik produkcji: Monika Wojtysiak
Piosenkę z tekstem Krzysztofa Rześniowieckiego w opracowaniu muzycznym Eugeniusza Majchrzaka śpiewał: Marek Barbasiewicz
Wystąpili:
- Józef Mika – Ruy
- Barbara Bursztynowicz – Mama Ruya
- Marek Barbasiewicz – Ojciec Ruya
- Krzysztof Mielańczuk – Narrator
- Janusz Bukowski – ojciec przeor
- Marek Frąckowiak – brat Amadeusz
- Jolanta Wilk
- Krzysztof Kumor
- Krzysztof Szczerbiński
- Katarzyna Tatarak-Walentowicz
- Krzysztof Strużycki
- Leopold Matuszczak
- Michał Konarski
- Stanisław Brudny
- Elżbieta Kijowska
- Zygmunt Sierakowski
- Hanna Kinder-Kiss
- Agnieszka Kunikowska
- Stefan Knothe
- Artur Kaczmarski
- Włodzimierz Press
- Rafał Walentowicz
- Dariusz Odija
- Jacek Jarosz
- Andrzej Bogusz
- Ryszard Jabłoński
- Jerzy Rogowski
- Dorota Maciejewska-Bierkowska
- Elżbieta Słoboda
- Krzysztof Bauman
- Dariusz Błażejewski
- Rafał Dajbor
- Jacek Kopczyński
- Ewa Wawrzoń
- Karol Wróblewski
- Małgorzata Augustynów
- Ryszard Olesiński
- Jan Kulczycki

i inni
Lektor: Krzysztof Mielańczuk

## Spis odcinków
| N/o            | Polski tytuł                | Angielski tytuł                | Hiszpański tytuł               |
| -------------- | --------------------------- | ------------------------------ | ------------------------------ |
|                |                             |                                |                                |
| SERIA PIERWSZA |                             |                                |                                |
|                |                             |                                |                                |
| 01             | W wiosce Vivar              | Birth of a Small Knight        | En un pueblo llamado Vivar     |
|                |                             |                                |                                |
| 02             | Jestem twoim ojcem          | Father's Teachings             | Ruy, yo soy tu padre           |
|                |                             |                                |                                |
| 03             | Ruy w klasztorze            | The Brawler at the Monestary   | Ruy en el monasterio           |
|                |                             |                                |                                |
| 04             | Osioł w kaplicy             | Donkey of the Chapel           | Un asno en la capilla          |
|                |                             |                                |                                |
| 05             | Zamknięty w wieży           | Punishment for a Trick         | Ruy, castigado                 |
|                |                             |                                |                                |
| 06             | Ruy łapie złodziei          | I'm King of the Kids           | Ruy, el jefe de la pandilla    |
|                |                             |                                |                                |
| 07             | Wycieczka do Wielkiej Wieży | Play Exploring                 | El torreón del gigante         |
|                |                             |                                |                                |
| 08             | Przygoda w zamku            | Rui Flew in the sky            | El vuelo de Ruy                |
|                |                             |                                |                                |
| 09             | Srebrna Podkowa             | The Evil Governor's Castle     | La herradura de plata          |
|                |                             |                                |                                |
| 10             | Ruy i trzech włóczęgów      | Rui and the Three Drifters     | Ruy y los tres vagabundos      |
|                |                             |                                |                                |
| 11             | Pojedynek o zamek           | Substitute Battle              | El castillo sitiado            |
|                |                             |                                |                                |
| 12             | Rycerz z mosiądzu           | Tin Knight                     | El caballero de latón          |
|                |                             |                                |                                |
| 13             | Porwanie Florindy           | Secret of the Cow-Men          | El rapto de Florinda           |
|                |                             |                                |                                |
| 14             | Noc na cmentarzu            | Graveyard of Souls             | Una noche en el cementerio     |
|                |                             |                                |                                |
| 15             | Szalony sędzia              | Battle in the Valley           | El loco justiciero             |
|                |                             |                                |                                |
| 16             | Ruy odzyskuje Pelę          | Rui Catches a Boar             | Ruy recupera a Peka            |
|                |                             |                                |                                |
| 17             | Sztandar                    | No Castle                      | El estandarte                  |
|                |                             |                                |                                |
| 18             | Duch Doni Berengueli        | Ghost of the Watermill Hut     | El fantasma de doña Berenguela |
|                |                             |                                |                                |
| 19             | Zamek dla Martina           | Castle on Top of the Hill      | Un castillo para Martín        |
|                |                             |                                |                                |
| 20             | Dzwony z Pancorbo           | Bell of Bancolbo               | Las campanas de Mancorbo       |
|                |                             |                                |                                |
| 21             | Górale                      | Rui Judged                     | Los monañeses                  |
|                |                             |                                |                                |
| 22             | Most dla pielgrzymów        | Domingo's Bridge               | El puente de los peregrinos    |
|                |                             |                                |                                |
| 23             | Spisek                      | Texfin's Plot                  | La conspiración                |
|                |                             |                                |                                |
| 24             | Śmiertelna strzała          | Arrow Flying in the Air        | Una flecha mortal              |
|                |                             |                                |                                |
| 25             | Król w niebezpieczeństwie   | Crisis of Castelia Castle      | El Rey en peligro              |
|                |                             |                                |                                |
| 26             | Ruy El Cid zwycięzca        | One day, I'll Become El Cid... | Ruy El Cid Campeador           |
|                |                             |                                |                                |